# Morten Rasmussen (napastnik)
Morten Nicolas Rasmussen, znany także jako Morten „Duncan” Rasmussen (ur. 31 stycznia 1985 w Kopenhadze) – duński piłkarz występujący na pozycji napastnika, reprezentant Danii w latach 2008–2016. Rekordzista w liczbie strzelonych goli w Superligaen.

## Kariera klubowa
Rasmussen występował w młodzieżowych zespołach Tilst ST oraz Aarhus GF. W 2002 został przesunięty do pierwszej drużyny Aarhus GF. W Superligaen zadebiutował 12 maja 2002 w spotkaniu z Lyngby BK (1:0). Pierwszego gola w tych rozgrywkach strzelił cztery dni później w wygranym 4:0 meczu z Silkeborg IF. W sezonie 2002/2003 zaczął regularnie występować w barwach Aarhus. W tym zespole w latach 2002–2005 rozegrał 103 ligowe spotkania, w których strzelił 28 goli. Podczas gry w nim otrzymał przydomek „Duncan”, ze względu na podobieństwo w warunkach fizycznych do szkockiego napastnika Duncana Fergusona.
W styczniu 2006 został zawodnikiem Brøndby IF. W sezonie 2007/2008 jego zespół wywalczył Puchar Danii. Podczas gry w Brøndby wystąpił w 84 ligowych meczach, w których zdobył 44 bramki.
W styczniu 2010 przeszedł do szkockiego Celticu. Z tego zespołu był wypożyczany do Mainz, Aalborg BK i Sivassporu.
Latem 2012 został zawodnikiem FC Midtjylland, z którym podpisał czteroletni kontrakt. W sezonie 2014/2015 zdobył mistrzostwo Danii. W barwach Midtjylland rozegrał 96 spotkań w Superligaen, w których strzelił 37 goli. 27 stycznia 2016 powrócił do Aarhus GF, podpisując umowę do lata 2019.
30 stycznia 2018 przeszedł do Pogoni Szczecin. Jego pobyt w tym klubie nie był udany, ponieważ w 11 spotkaniach w Ekstraklasie strzelił jednego gola. Z tego powodu 28 sierpnia 2018 Pogoń rozwiązała za porozumieniem stron kontrakt z Rasmussenem. Niedługo później Duńczyk został zawodnikiem cypryjskiego Enosis Neon Paralimni. W 2019 ogłosił zakończenie kariery piłkarskiej.
Rasmussen w całej karierze wystąpił w 355 spotkaniach w Superligaen, w których strzelił 145 goli (58 w Aarhus GF, 44 w Brøndby IF, 37 w FC Midtjylland oraz 6 w Aalborg BK), co czyni go rekordzistą pod względem liczby zdobytych bramek w historii tych rozgrywek.

## Kariera reprezentacyjna
Rasmussen występował w młodzieżowych reprezentacjach Danii. Grał w drużynach do lat 16, 17, 19, 20 oraz 21, dla których łącznie rozegrał 60 meczów i strzelił 37 goli. W seniorskiej kadrze zadebiutował 11 listopada 2008 w wygranym 3:0 meczu eliminacji do mistrzostw świata z Maltą, w którym zmienił zdobywcę 2 bramek, Sørena Larsena. Łącznie wystąpił w 13 oficjalnych spotkaniach reprezentacji Danii w latach 2008–2016, w których zdobył cztery gole.

## Kariera trenerska
Od razu po zakończeniu kariery piłkarskiej został trenerem napastników w FC Midtjylland. Latem 2021 został asystentem trenera zespołu U-19 w tym klubie.

## Sukcesy

### Indywidualne
- Talent Roku U-19 w Danii: 2003[16]

### Klubowe
Brøndby IF
- Puchar Danii: 2007/2008

FC Midtjylland
- Mistrzostwo Danii: 2014/2015